# Pom Klementieff
Pom Alexandra Klementieff (Quebec, 3 de maig de 1986) és una actriu i model francesa. Es va formar a l'escola de teatre Cours Florent a París, França. Tot i que ha aparegut d'ençà del 2007 a diferents pel·lícules, només es va ser famosa mundialment l'any 2017 quan va interpretar el paper de Mantis a la pel·lícula Guardians de la Galàxia Vol.2, de l'Univers cinematogràfic de Marvel. Va tornar a aparèixer els següents dos anys, el 2018 a Avengers: Infinity War i l'any següent, el 2019, a Endgame i a Guardians of the Galaxy Vol. 3 el 2023.

## Biografia
Pom Klementieff va néixer a la ciutat de Quebec el 3 de maig de 1986, filla d'una mare coreana, Yu Ri Park, i d'un pare franco-rus, Alexis Klementieff. El seu avi patern era Eugène Klementieff (1901-1985), un pintor rus que havia emigrat a França. Com que el seu pare treballava pel govern francès com a cònsol quan Pom va fer un any la família se'n va anar de Canadà a viure i treballar al Japó primer i després a Costa d'Ivori abans d'instal·lar-se a França definitivament. La seva infantesa va ser molt complicada ja que quan només tenia sis anys va perdre el pare a causa del càncer i, més endavant, com que la seva mare patia d'esquizofrènia criar, i tenir cura de Pom i del seu germà va suposar un repte que van assumir el seu oncle i la seva tia paterna. Els drames familiars continuaren ja que el seu oncle va morir el mateix dia que Pom complia divuit anys i més tard, el 2011, quan tenia vint-i-cinc anys, va perdre el seu germà gran Namou que es va suïcidar. Uns quants anys després el 2018 va finar la seva mare.
Per a la seva educació, Klementieff va assistir breument a la facultat de dret de la Universitat de Panteó-Assas després de la mort del seu oncle per complaure la seva tia, tot i que la carrera no li agradava. Més tard, va deixar el curs per començar a actuar.

## Carrera cinematogràfica

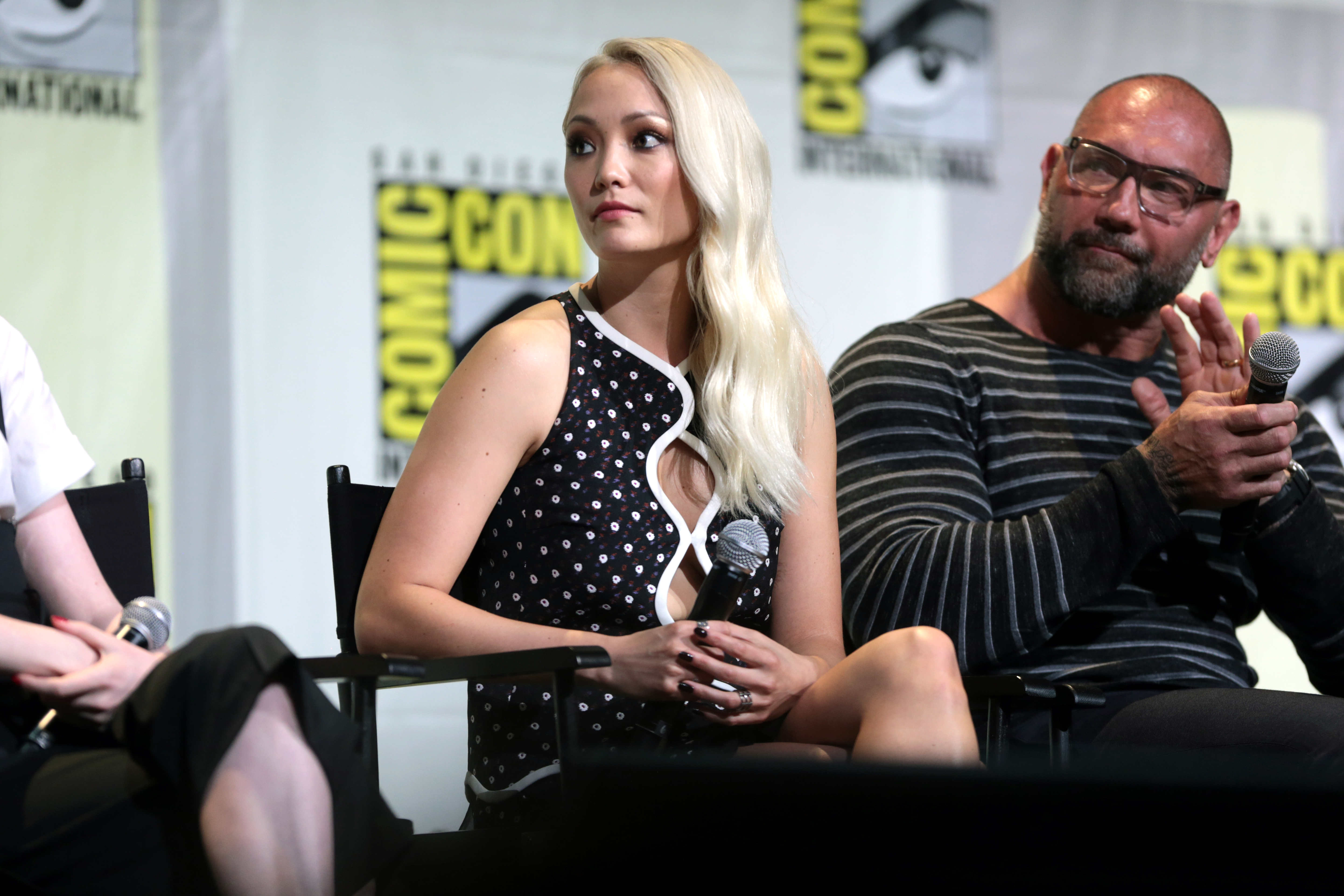
Pom Klementieff amb Dave Bautista el 2016 a la San Diego Comic Con

El primer treball d'interpretació professional de Klementieff va ser la pel·lícula independent francesa Après lui (2007), en que feia de fillastra de la protagonista interpretada per Catherine Deneuve. El rodatge de les seves escenes va durar tres dies. Durant una escena se suposava que Klementieff empenyia algú cap avall per unes escales, però va caure-hi accidentalment ella mateixa i el director Gaël Morel va mantenir aquest pla a la pel·lícula final. El seu primer paper principal va ser a Loup (2009), una pel·lícula francesa sobre una tribu de pastors de rens a les muntanyes de Sibèria. 
Va debutar a Hollywood a Oldboy (2013), un remake de la pel·lícula sud-coreana del mateix nom. Hi interpretava Haeng-Bok, la guardaespatlles de l'antagonista interpretat per Sharlto Copley. Aficionada a la pel·lícula original, Klementieff se'n va assabentar a través de Roy Lee, un productor del remake, i va prendre classes de boxa després de saber que el paper implicava saber arts marcials. Després de mostrar les seves habilitats de boxa durant l'audició, Lee li va demanar que se n'anés a casa i tornés amb un vestit i maquillatge més femení, com el seu personatge a la pel·lícula. Va aportar algunes de les seves pròpies peces al vestuari del personatge i es va entrenar tres hores al dia durant dos mesos per a una baralla a la pantalla amb l'estrella Josh Brolin. A Klementieff se li va acudir el nom de Haeng-Bok, en coreà "felicitat", després que Lee li va demanar que pensés en possibles noms per al personatge.

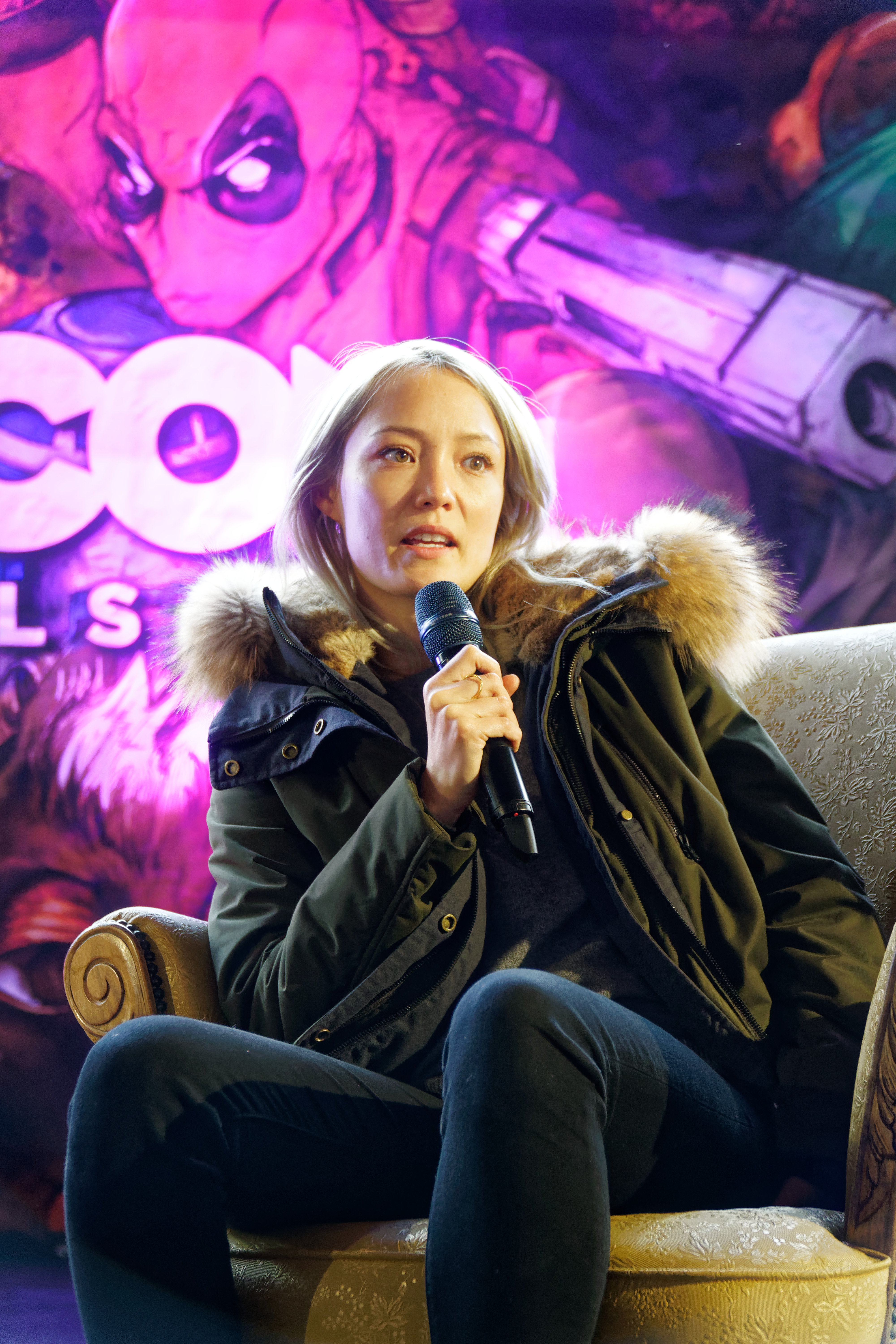
Pom Klementieff a la Comic Con de Brussel·les el 2018

Al cap d'uns anys es va traslladar a Los Angeles després de filmar Oldboy i va començar a fer més audicions a Hollywood. El seu següent paper va ser la pel·lícula Hacker's Game (2015), en què interpreta una hacker a qui va comparar amb Lisbeth Salander de la novel·la The Girl with the Dragon Tattoo. Klementieff va tornar a utilitzar les seves habilitats de boxa a la pel·lícula i, a causa del baix pressupost, va haver de fer-se el seu propi maquillatge i triar la roba del seu propi armari. Va ser seva la idea tenyir-se els cabells de color porpra per al paper, a la qual els directors primer es van oposar, però més endavant s'hi van avenir. Es va unir a l'univers cinematogràfic de Marvel en el paper de Mantis a Guardians de la Galàxia Vol.2 (2017) i va aparèixer en el mateix paper a la pel·lícula Avengers: Infinity War (2018) i Avengers: Endgame (2019).

## Filmografia[2]
| 2007 | Après lui                                     | Émilie              | Gaël Morel                           |
| 2008 | Sans arme, ni haine, ni violence              | NHI                 | Jean-Paul Rouve                      |
| 2009 | Pigalle, la nuit                              | Sandra              | Hervé Hadmar i Marc Herpoux          |
| 2009 | Loup                                          | Nastazya            | Nicolas Vanier                       |
| 2011 | Silhouettes                                   | Valerie             | Lars Knorrn                          |
| 2011 | Une pure affaire                              | Naomi               | Alexandre Coffre                     |
| 2011 | L'amor diré trois ans                         | Fiancée du père     | Frédéric Beigbeder                   |
| 2011 | Nit de vengança                               | Lucy                | Frédéric Jardin                      |
| 2011 | La delicadesa                                 | Serverus            | David Foenkinos i Stéphene Foenkinos |
| 2012 | El turrrf                                     | Pom                 | Louis-Ronan Choisy                   |
| 2012 | Porn in t'he hood repartiment                 | Tia                 | Franck Gastambide                    |
| 2012 | Radiostars                                    | La noia de la pizza | Romain Lévy                          |
| 2013 | París a tot preu                              | Jess                | Reem Kherici                         |
| 2013 | OldBoy                                        | Haeng-Bok           | Spike Lee                            |
| 2015 | Hacker's game                                 | Loise               | Cyril Morin                          |
| 2016 | Seed                                          | Cat                 | Nelson Lee                           |
| 2017 | Alteration                                    | Elsa                | Jérôme Blanquet                      |
| 2017 | Ingrid Goes West                              | Harley Chung        | Matt Spicer                          |
| 2017 | Newness                                       | Bathany             | Drake Doremus                        |
| 2017 | Guardians of the Galaxy Vol. 2                | Mantis              | James Gunn                           |
| 2018 | Time of day                                   | Pom Klementieff     | Thimios Bakatatakis                  |
| 2018 | Avengers: Infinity War                        | Mantis              | Anthony Russo i Joe Russo            |
| 2019 | Black Mirror                                  | Roxette             | Open Harris                          |
| 2019 | Avengers: Endgame                             | Mantis              | Anthony Russo i Joe Russo            |
| 2019 | Diamants en brut                              | Lexis               | Ben Safdie i Joshua Safdie           |
| 2020 | Thunder force                                 |                     | Ben Falcone                          |
| 2023 | Mission: Impossible – Dead Reckoning Part One |                     | Christopher McQuarrie                |
| 2023 | Guardians de la galàxia Vol. 3                | Mantis              | James Gunn                           |